# قله بلوخین
قله بلوخین (روسی: Пик Блохина) یک قله در ناحیه خودگردان چوکوتکای کشور روسیه است.